# 1367
Portal Geschichte | Portal Biografien | Aktuelle Ereignisse | Jahreskalender | Tagesartikel

◄ |
13. Jahrhundert |
14. Jahrhundert
| 15. Jahrhundert | ►

◄ |
1330er |
1340er |
1350er |
1360er
| 1370er | 1380er | 1390er | ►

◄◄ |
◄ |
1363 |
1364 |
1365 |
1366 |
1367
| 1368 | 1369 | 1370 | 1371 | ► | ►►
Staatsoberhäupter  · Nekrolog
| Januar | Januar | Januar | Januar | Januar | Januar | Januar | Januar |
| Kw     | Mo     | Di     | Mi     | Do     | Fr     | Sa     | So     |
| ------ | ------ | ------ | ------ | ------ | ------ | ------ | ------ |
| 53     |        |        |        |        | 1      | 2      | 3      |
| 1      | 4      | 5      | 6      | 7      | 8      | 9      | 10     |
| 2      | 11     | 12     | 13     | 14     | 15     | 16     | 17     |
| 3      | 18     | 19     | 20     | 21     | 22     | 23     | 24     |
| 4      | 25     | 26     | 27     | 28     | 29     | 30     | 31     |

| Februar | Februar | Februar | Februar | Februar | Februar | Februar | Februar |
| Kw      | Mo      | Di      | Mi      | Do      | Fr      | Sa      | So      |
| ------- | ------- | ------- | ------- | ------- | ------- | ------- | ------- |
| 5       | 1       | 2       | 3       | 4       | 5       | 6       | 7       |
| 6       | 8       | 9       | 10      | 11      | 12      | 13      | 14      |
| 7       | 15      | 16      | 17      | 18      | 19      | 20      | 21      |
| 8       | 22      | 23      | 24      | 25      | 26      | 27      | 28      |

| März | März | März | März | März | März | März | März |
| Kw   | Mo   | Di   | Mi   | Do   | Fr   | Sa   | So   |
| ---- | ---- | ---- | ---- | ---- | ---- | ---- | ---- |
| 9    | 1    | 2    | 3    | 4    | 5    | 6    | 7    |
| 10   | 8    | 9    | 10   | 11   | 12   | 13   | 14   |
| 11   | 15   | 16   | 17   | 18   | 19   | 20   | 21   |
| 12   | 22   | 23   | 24   | 25   | 26   | 27   | 28   |
| 13   | 29   | 30   | 31   |      |      |      |      |

| April | April | April | April | April | April | April | April |
| Kw    | Mo    | Di    | Mi    | Do    | Fr    | Sa    | So    |
| ----- | ----- | ----- | ----- | ----- | ----- | ----- | ----- |
| 13    |       |       |       | 1     | 2     | 3     | 4     |
| 14    | 5     | 6     | 7     | 8     | 9     | 10    | 11    |
| 15    | 12    | 13    | 14    | 15    | 16    | 17    | 18    |
| 16    | 19    | 20    | 21    | 22    | 23    | 24    | 25    |
| 17    | 26    | 27    | 28    | 29    | 30    |       |       |

| Mai | Mai | Mai | Mai | Mai | Mai | Mai | Mai |
| Kw  | Mo  | Di  | Mi  | Do  | Fr  | Sa  | So  |
| --- | --- | --- | --- | --- | --- | --- | --- |
| 17  |     |     |     |     |     | 1   | 2   |
| 18  | 3   | 4   | 5   | 6   | 7   | 8   | 9   |
| 19  | 10  | 11  | 12  | 13  | 14  | 15  | 16  |
| 20  | 17  | 18  | 19  | 20  | 21  | 22  | 23  |
| 21  | 24  | 25  | 26  | 27  | 28  | 29  | 30  |
| 22  | 31  |     |     |     |     |     |     |

| Juni | Juni | Juni | Juni | Juni | Juni | Juni | Juni |
| Kw   | Mo   | Di   | Mi   | Do   | Fr   | Sa   | So   |
| ---- | ---- | ---- | ---- | ---- | ---- | ---- | ---- |
| 22   |      | 1    | 2    | 3    | 4    | 5    | 6    |
| 23   | 7    | 8    | 9    | 10   | 11   | 12   | 13   |
| 24   | 14   | 15   | 16   | 17   | 18   | 19   | 20   |
| 25   | 21   | 22   | 23   | 24   | 25   | 26   | 27   |
| 26   | 28   | 29   | 30   |      |      |      |      |

| Juli | Juli | Juli | Juli | Juli | Juli | Juli | Juli |
| Kw   | Mo   | Di   | Mi   | Do   | Fr   | Sa   | So   |
| ---- | ---- | ---- | ---- | ---- | ---- | ---- | ---- |
| 26   |      |      |      | 1    | 2    | 3    | 4    |
| 27   | 5    | 6    | 7    | 8    | 9    | 10   | 11   |
| 28   | 12   | 13   | 14   | 15   | 16   | 17   | 18   |
| 29   | 19   | 20   | 21   | 22   | 23   | 24   | 25   |
| 30   | 26   | 27   | 28   | 29   | 30   | 31   |      |

| August | August | August | August | August | August | August | August |
| Kw     | Mo     | Di     | Mi     | Do     | Fr     | Sa     | So     |
| ------ | ------ | ------ | ------ | ------ | ------ | ------ | ------ |
| 30     |        |        |        |        |        |        | 1      |
| 31     | 2      | 3      | 4      | 5      | 6      | 7      | 8      |
| 32     | 9      | 10     | 11     | 12     | 13     | 14     | 15     |
| 33     | 16     | 17     | 18     | 19     | 20     | 21     | 22     |
| 34     | 23     | 24     | 25     | 26     | 27     | 28     | 29     |
| 35     | 30     | 31     |        |        |        |        |        |

| September | September | September | September | September | September | September | September |
| Kw        | Mo        | Di        | Mi        | Do        | Fr        | Sa        | So        |
| --------- | --------- | --------- | --------- | --------- | --------- | --------- | --------- |
| 35        |           |           | 1         | 2         | 3         | 4         | 5         |
| 36        | 6         | 7         | 8         | 9         | 10        | 11        | 12        |
| 37        | 13        | 14        | 15        | 16        | 17        | 18        | 19        |
| 38        | 20        | 21        | 22        | 23        | 24        | 25        | 26        |
| 39        | 27        | 28        | 29        | 30        |           |           |           |

| Oktober | Oktober | Oktober | Oktober | Oktober | Oktober | Oktober | Oktober |
| Kw      | Mo      | Di      | Mi      | Do      | Fr      | Sa      | So      |
| ------- | ------- | ------- | ------- | ------- | ------- | ------- | ------- |
| 39      |         |         |         |         | 1       | 2       | 3       |
| 40      | 4       | 5       | 6       | 7       | 8       | 9       | 10      |
| 41      | 11      | 12      | 13      | 14      | 15      | 16      | 17      |
| 42      | 18      | 19      | 20      | 21      | 22      | 23      | 24      |
| 43      | 25      | 26      | 27      | 28      | 29      | 30      | 31      |

| November | November | November | November | November | November | November | November |
| Kw       | Mo       | Di       | Mi       | Do       | Fr       | Sa       | So       |
| -------- | -------- | -------- | -------- | -------- | -------- | -------- | -------- |
| 44       | 1        | 2        | 3        | 4        | 5        | 6        | 7        |
| 45       | 8        | 9        | 10       | 11       | 12       | 13       | 14       |
| 46       | 15       | 16       | 17       | 18       | 19       | 20       | 21       |
| 47       | 22       | 23       | 24       | 25       | 26       | 27       | 28       |
| 48       | 29       | 30       |          |          |          |          |          |

| Dezember | Dezember | Dezember | Dezember | Dezember | Dezember | Dezember | Dezember |
| Kw       | Mo       | Di       | Mi       | Do       | Fr       | Sa       | So       |
| -------- | -------- | -------- | -------- | -------- | -------- | -------- | -------- |
| 48       |          |          | 1        | 2        | 3        | 4        | 5        |
| 49       | 6        | 7        | 8        | 9        | 10       | 11       | 12       |
| 50       | 13       | 14       | 15       | 16       | 17       | 18       | 19       |
| 51       | 20       | 21       | 22       | 23       | 24       | 25       | 26       |
| 52       | 27       | 28       | 29       | 30       | 31       |          |          |

| Januar | Januar | Januar | Januar | Januar | Januar | Januar | Januar |
| Kw     | Mo     | Di     | Mi     | Do     | Fr     | Sa     | So     |
| ------ | ------ | ------ | ------ | ------ | ------ | ------ | ------ |
| 53     |        |        |        |        | 1      | 2      | 3      |
| 1      | 4      | 5      | 6      | 7      | 8      | 9      | 10     |
| 2      | 11     | 12     | 13     | 14     | 15     | 16     | 17     |
| 3      | 18     | 19     | 20     | 21     | 22     | 23     | 24     |
| 4      | 25     | 26     | 27     | 28     | 29     | 30     | 31     |

| Februar | Februar | Februar | Februar | Februar | Februar | Februar | Februar |
| Kw      | Mo      | Di      | Mi      | Do      | Fr      | Sa      | So      |
| ------- | ------- | ------- | ------- | ------- | ------- | ------- | ------- |
| 5       | 1       | 2       | 3       | 4       | 5       | 6       | 7       |
| 6       | 8       | 9       | 10      | 11      | 12      | 13      | 14      |
| 7       | 15      | 16      | 17      | 18      | 19      | 20      | 21      |
| 8       | 22      | 23      | 24      | 25      | 26      | 27      | 28      |

| März | März | März | März | März | März | März | März |
| Kw   | Mo   | Di   | Mi   | Do   | Fr   | Sa   | So   |
| ---- | ---- | ---- | ---- | ---- | ---- | ---- | ---- |
| 9    | 1    | 2    | 3    | 4    | 5    | 6    | 7    |
| 10   | 8    | 9    | 10   | 11   | 12   | 13   | 14   |
| 11   | 15   | 16   | 17   | 18   | 19   | 20   | 21   |
| 12   | 22   | 23   | 24   | 25   | 26   | 27   | 28   |
| 13   | 29   | 30   | 31   |      |      |      |      |

| April | April | April | April | April | April | April | April |
| Kw    | Mo    | Di    | Mi    | Do    | Fr    | Sa    | So    |
| ----- | ----- | ----- | ----- | ----- | ----- | ----- | ----- |
| 13    |       |       |       | 1     | 2     | 3     | 4     |
| 14    | 5     | 6     | 7     | 8     | 9     | 10    | 11    |
| 15    | 12    | 13    | 14    | 15    | 16    | 17    | 18    |
| 16    | 19    | 20    | 21    | 22    | 23    | 24    | 25    |
| 17    | 26    | 27    | 28    | 29    | 30    |       |       |

| Mai | Mai | Mai | Mai | Mai | Mai | Mai | Mai |
| Kw  | Mo  | Di  | Mi  | Do  | Fr  | Sa  | So  |
| --- | --- | --- | --- | --- | --- | --- | --- |
| 17  |     |     |     |     |     | 1   | 2   |
| 18  | 3   | 4   | 5   | 6   | 7   | 8   | 9   |
| 19  | 10  | 11  | 12  | 13  | 14  | 15  | 16  |
| 20  | 17  | 18  | 19  | 20  | 21  | 22  | 23  |
| 21  | 24  | 25  | 26  | 27  | 28  | 29  | 30  |
| 22  | 31  |     |     |     |     |     |     |

| Juni | Juni | Juni | Juni | Juni | Juni | Juni | Juni |
| Kw   | Mo   | Di   | Mi   | Do   | Fr   | Sa   | So   |
| ---- | ---- | ---- | ---- | ---- | ---- | ---- | ---- |
| 22   |      | 1    | 2    | 3    | 4    | 5    | 6    |
| 23   | 7    | 8    | 9    | 10   | 11   | 12   | 13   |
| 24   | 14   | 15   | 16   | 17   | 18   | 19   | 20   |
| 25   | 21   | 22   | 23   | 24   | 25   | 26   | 27   |
| 26   | 28   | 29   | 30   |      |      |      |      |

| Juli | Juli | Juli | Juli | Juli | Juli | Juli | Juli |
| Kw   | Mo   | Di   | Mi   | Do   | Fr   | Sa   | So   |
| ---- | ---- | ---- | ---- | ---- | ---- | ---- | ---- |
| 26   |      |      |      | 1    | 2    | 3    | 4    |
| 27   | 5    | 6    | 7    | 8    | 9    | 10   | 11   |
| 28   | 12   | 13   | 14   | 15   | 16   | 17   | 18   |
| 29   | 19   | 20   | 21   | 22   | 23   | 24   | 25   |
| 30   | 26   | 27   | 28   | 29   | 30   | 31   |      |

| August | August | August | August | August | August | August | August |
| Kw     | Mo     | Di     | Mi     | Do     | Fr     | Sa     | So     |
| ------ | ------ | ------ | ------ | ------ | ------ | ------ | ------ |
| 30     |        |        |        |        |        |        | 1      |
| 31     | 2      | 3      | 4      | 5      | 6      | 7      | 8      |
| 32     | 9      | 10     | 11     | 12     | 13     | 14     | 15     |
| 33     | 16     | 17     | 18     | 19     | 20     | 21     | 22     |
| 34     | 23     | 24     | 25     | 26     | 27     | 28     | 29     |
| 35     | 30     | 31     |        |        |        |        |        |

| September | September | September | September | September | September | September | September |
| Kw        | Mo        | Di        | Mi        | Do        | Fr        | Sa        | So        |
| --------- | --------- | --------- | --------- | --------- | --------- | --------- | --------- |
| 35        |           |           | 1         | 2         | 3         | 4         | 5         |
| 36        | 6         | 7         | 8         | 9         | 10        | 11        | 12        |
| 37        | 13        | 14        | 15        | 16        | 17        | 18        | 19        |
| 38        | 20        | 21        | 22        | 23        | 24        | 25        | 26        |
| 39        | 27        | 28        | 29        | 30        |           |           |           |

| Oktober | Oktober | Oktober | Oktober | Oktober | Oktober | Oktober | Oktober |
| Kw      | Mo      | Di      | Mi      | Do      | Fr      | Sa      | So      |
| ------- | ------- | ------- | ------- | ------- | ------- | ------- | ------- |
| 39      |         |         |         |         | 1       | 2       | 3       |
| 40      | 4       | 5       | 6       | 7       | 8       | 9       | 10      |
| 41      | 11      | 12      | 13      | 14      | 15      | 16      | 17      |
| 42      | 18      | 19      | 20      | 21      | 22      | 23      | 24      |
| 43      | 25      | 26      | 27      | 28      | 29      | 30      | 31      |

| November | November | November | November | November | November | November | November |
| Kw       | Mo       | Di       | Mi       | Do       | Fr       | Sa       | So       |
| -------- | -------- | -------- | -------- | -------- | -------- | -------- | -------- |
| 44       | 1        | 2        | 3        | 4        | 5        | 6        | 7        |
| 45       | 8        | 9        | 10       | 11       | 12       | 13       | 14       |
| 46       | 15       | 16       | 17       | 18       | 19       | 20       | 21       |
| 47       | 22       | 23       | 24       | 25       | 26       | 27       | 28       |
| 48       | 29       | 30       |          |          |          |          |          |

| Dezember | Dezember | Dezember | Dezember | Dezember | Dezember | Dezember | Dezember |
| Kw       | Mo       | Di       | Mi       | Do       | Fr       | Sa       | So       |
| -------- | -------- | -------- | -------- | -------- | -------- | -------- | -------- |
| 48       |          |          | 1        | 2        | 3        | 4        | 5        |
| 49       | 6        | 7        | 8        | 9        | 10       | 11       | 12       |
| 50       | 13       | 14       | 15       | 16       | 17       | 18       | 19       |
| 51       | 20       | 21       | 22       | 23       | 24       | 25       | 26       |
| 52       | 27       | 28       | 29       | 30       | 31       |          |          |

## Ereignisse

### Politik und Weltgeschehen

#### Westeuropa

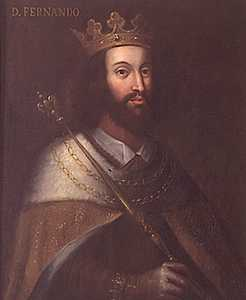
Ferdinand der Schöne von Portugal

- 18. Januar: Ferdinand I., der Schöne, besteigt nach dem Tod seines Vaters Peter I. als letzter Burgunder-König den portugiesischen Thron. Gleich nach seiner Thronbesteigung lässt er sich – anders als sein Vater – in die politischen Wirren in dem mächtigen Nachbarland Kastilien verwickeln.
- 03. April: In der Schlacht von Nájera unterliegen der mit seinem franko-kastilischen Heer zahlenmäßig überlegene König Heinrich II. von Kastilien und sein Halbbruder Tello Alfonso von Kastilien in einer offenen Feldschlacht des Hundertjährigen Kriegs englischen Truppen unter Edward of Woodstock und Sir John Chandos, nachdem ein Flügel ihrer Armee aus bis heute unbekannten Gründen auf dem Höhepunkt des Kampfes die Waffen streckt. Peter I., der mit Edward verbündete Halbbruder Heinrichs, kann damit vorläufig den Thron Kastiliens zurückerobern. Das letzte Bataillon, das sich den Engländern widersetzt, ist die Einheit Bertrand du Guesclins. Dieser deckt durch seinen langanhaltenden Widerstand auch den Rückzug Heinrichs II., welcher dadurch lebend dem Gemetzel entkommen kann.
- 13. August: Peter I. von Kastilien und Peter IV. von Aragón schließen Frieden.

#### Heiliges Römisches Reich/Italien

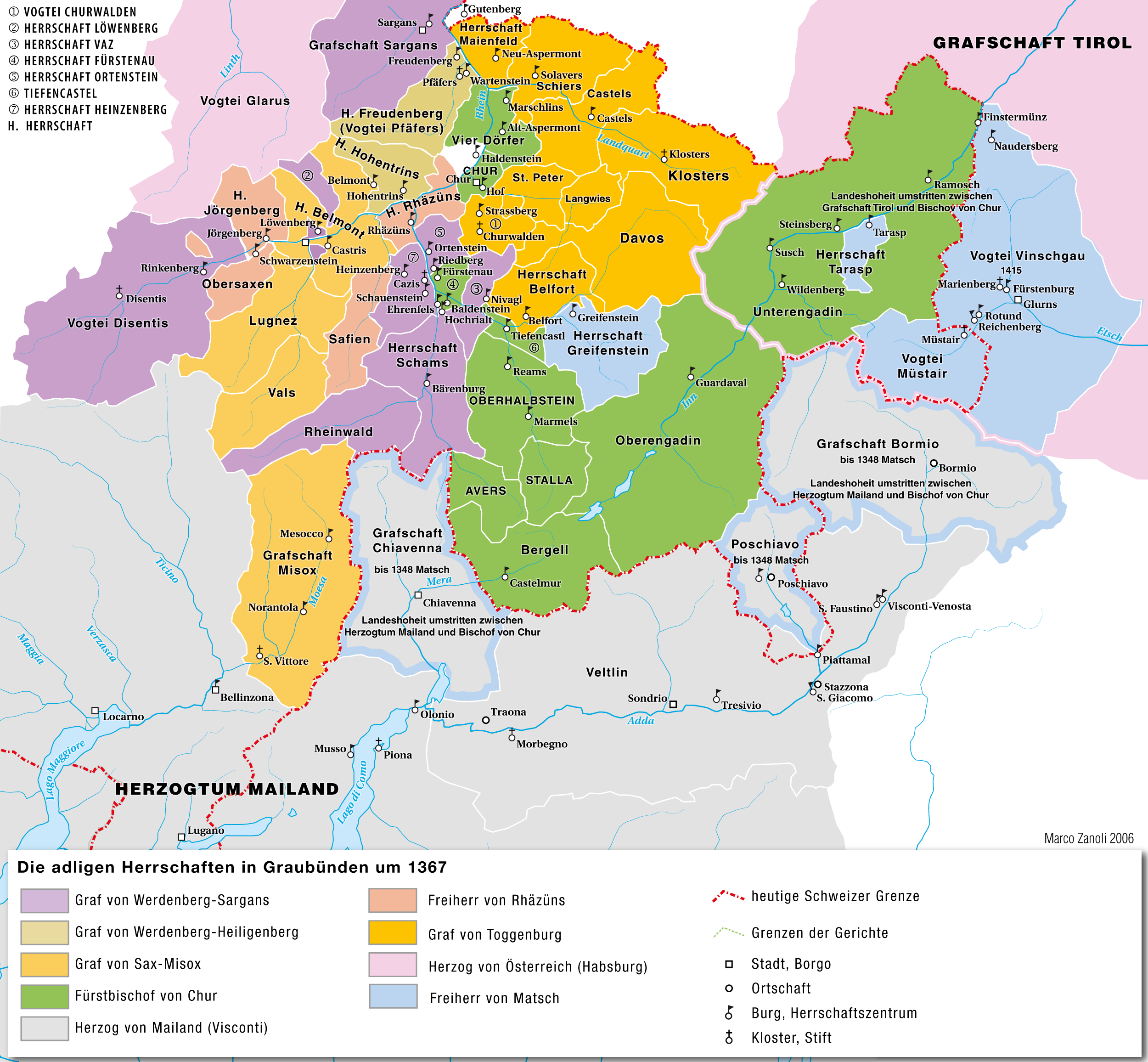
Adlige Herrschaften in Graubünden um 1367

- 29. Januar: Mit dem Ziel, eine schleichende Übernahme des Bistums Chur durch das Haus Habsburg zu verhindern, wird der Gotteshausbund gegründet. Das revolutionäre Treffen repräsentiert die drei Mächte der Region: Erstens die geistliche Gemeinschaft, vertreten durch die Gesandten der Kathedrale; zweitens Gesandte der grossen Talgemeinden (sechs aus dem Domleschg, dem Schams und dem Bergell und weitere vier von Oberhalbstein sowie drei vom Oberengadin und zwei vom Unterengadin) sowie Gesandte der Churer Bevölkerung. Die Gruppe trifft sich ohne den Bischof und beschließt, seine Macht stark einzuschränken und die Finanzhoheit einzufordern.
- 03. September: In der Schlacht von Dinklar besiegt Gerhard von Berg, Bischof von Hildesheim, eine überlegene Allianz der Welfen bestehend aus Magnus I. von Braunschweig-Wolfenbüttel, Erzbischof Dietrich Kagelwit und Albert von Rickmersdorf, Bischof von Halberstadt, die auf Hildesheimer Gebiet eingedrungen ist und dort geplündert und Verwüstungen angerichtet hat.

Wappen von Papst Urban V., moderne Nachzeichnung

- 16. Oktober: Papst Urban V., der bislang in Avignon residiert hat, trifft in Begleitung von Kaiser Karl IV. in Rom ein, von wo aus er seine politischen Pläne gegen die Visconti in Mailand fortsetzen will, gegen die er vorher bereits zum Kreuzzug aufgerufen hat. Er wird noch in Viterbo von Kardinal Gil Álvarez Carillo de Albornoz, dem Verwalter des Kirchenstaates, begrüßt. In Rom krönt der Papst die Ehefrau Kaiser Karls, Elisabeth von Pommern, zur Kaiserin.
- 19. November: Im Kölner Rathaus tagt die Hanse im Langen Saal (heute Hansasaal), bildet eine Konföderation und beschließt einen Krieg gegen den dänischen König Waldemar IV. Neben 57 Hansestädten schließen sich auch drei nicht zur Hanse gehörende niederländische Städte, Amsterdam, Brielle und Harderwijk, der Kölner Konföderation an.

#### Urkundliche Ersterwähnungen
- Erste urkundliche Erwähnung von Bonau, Ramlinsburg, Riedholz und Valzeina.

### Wirtschaft
- Hans Fugger kommt als Weber nach Augsburg.

### Wissenschaft und Technik

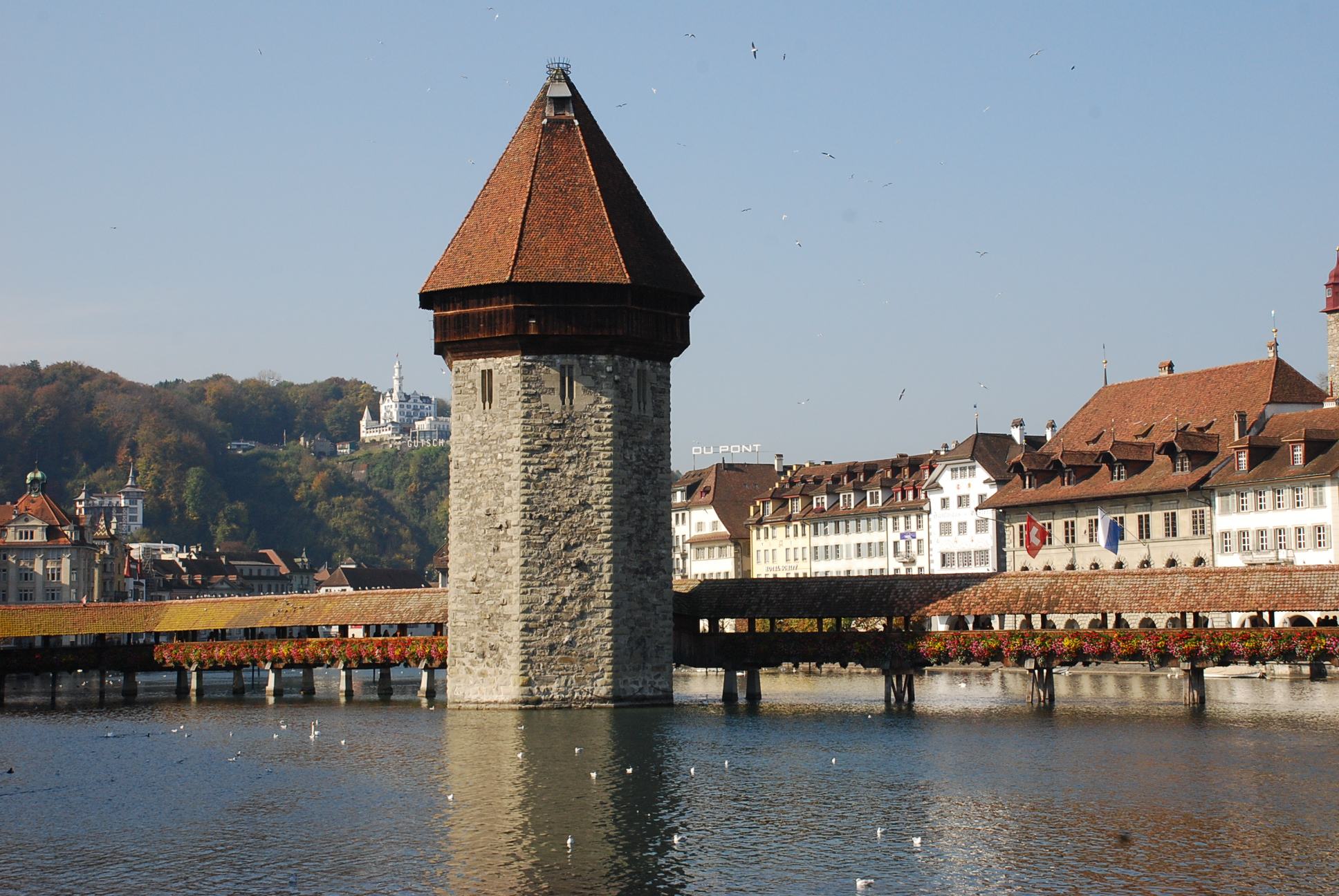
Der Wasserturm und die Kapellbrücke

- Der Wasserturm Luzern in der Mitte der Kapellbrücke wird erstmals urkundlich erwähnt.
- Die Universität Fünfkirchen wird durch König Ludwig I. den Großen von Ungarn gegründet.

### Religion

#### Buddhismus
- Das tibetische Jonang-Kloster Akyong Yarthang wird gegründet.

#### Christentum
- Der weibliche Zweig des Laienordens der Jesuaten, die Schwestern von der Heimsuchung Mariä, wird durch Katharina Colombini in Siena gegründet.

#### Islam
- Die Jama Masjid (Freitagsmoschee) im indischen Gulbarga wird unter der Herrschaft des Bahmani-Sultanats vollendet.

## Geboren

### Geburtsdatum gesichert
- 6. Januar: Richard II., König von England († 1400)
- 13. Juni : Taejong, König der Joseon-Dynastie in Korea († 1422)

### Genaues Geburtsdatum unbekannt
- Alix des Baux, letzte regierende Herrin von Les Baux († 1426)
- Maria d’Enghien, Gräfin von Lecce, Königin von Neapel, außerdem Titularkönigin von Sizilien, Jerusalem und Ungarn († 1446)
- Otto IV., Graf von Delmenhorst († 1418)
- Rongtön Shecha Kunrig, Person des tibetischen Buddhismus († 1449)
- Gerard Zerbold van Zutphen, niederländischer Theologe und Schriftsteller († 1398)

### Geboren um 1367
- März/April 1366/1367: Heinrich IV., König von England († 1413)
- um 1367: Hermann von Sachsenheim, deutscher Dichter († 1458)

## Gestorben

### Todesdatum gesichert

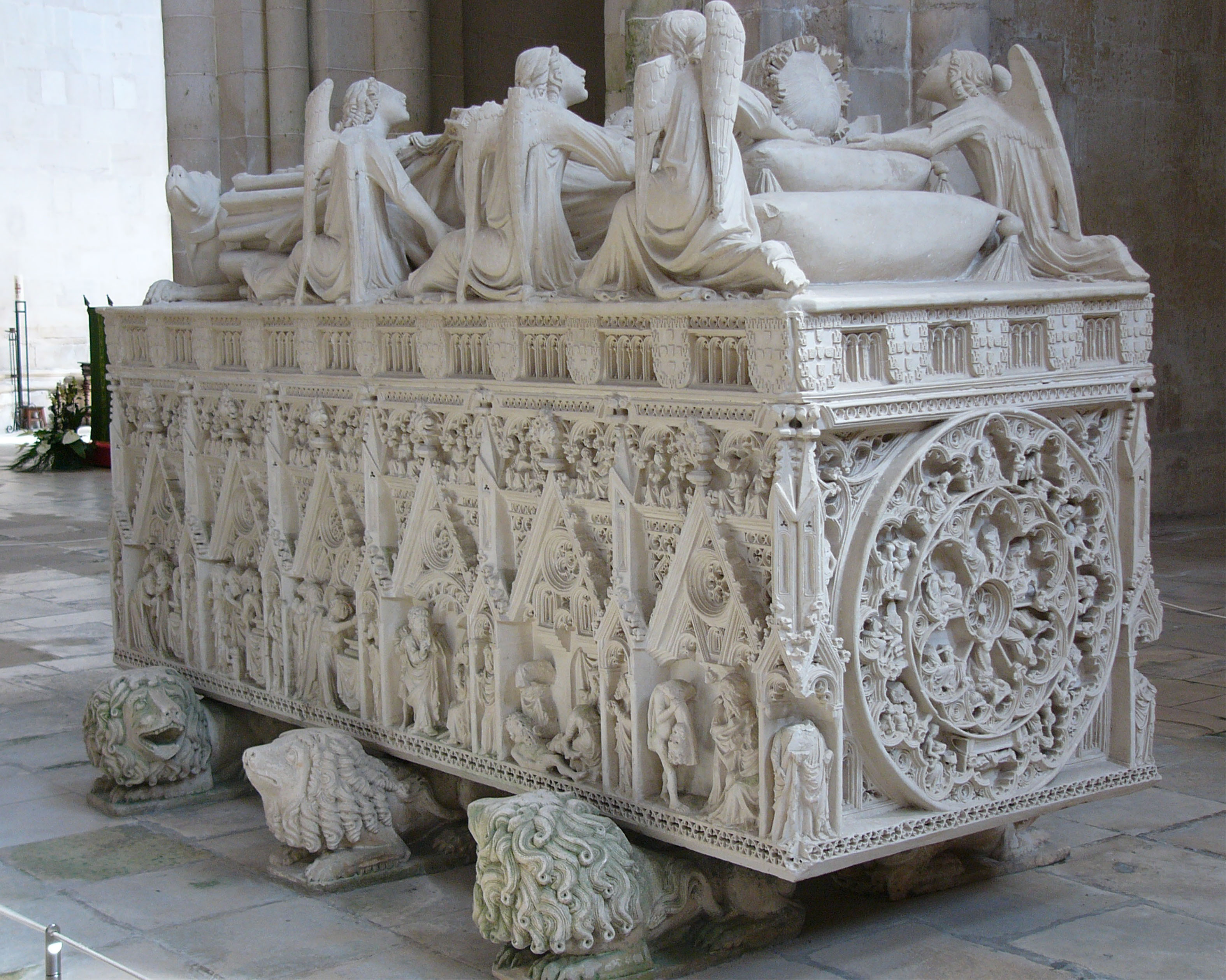
Grabmal Peters I. im Kloster Alcobaça

- 18. Januar: Peter I., König von Portugal (* 1320)
- 29. Januar: Hermann von Wickede, Bürgermeister von Lübeck (* 1294)
- 10. Februar: Boemund II. von Saarbrücken, Erzbischof von Trier
- 23. Februar: Heinrich III., Graf von Fürstenberg (* um 1308)
- 19. März: Sibyllina Biscossi, italienische Terziarin des Predigerordens (* 1287)
- 03. April: John de Ferrers, englischer Adeliger (* 1331)
- 20. April: Gerhard Chorus, Bürgermeister von Aachen (* um 1285)
- 23. April: Roger le Fort, französischer Erzbischof und Seliger der katholischen Kirche (* um 1286)
- 24. April: Ernst I., Herzog von Braunschweig-Göttingen (* um 1305)
- 03. Juni: Bernhard Oldenborch, Lübecker Kaufmann, Ratsherr und Diplomat
- 05. August: Ralph Neville, 2. Baron Neville de Raby, englischer Adliger und Militär (* um 1291)

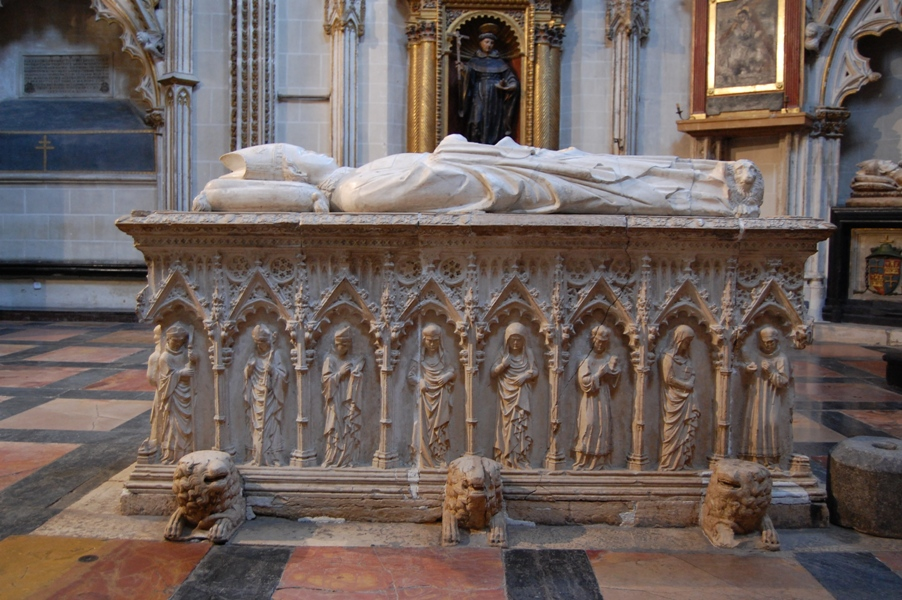
Grabmal des Kardinals Albornoz in der Kathedrale von Toledo

- 24. August: Gil Álvarez Carillo de Albornoz, spanischer Kardinal und Verwalter des Kirchenstaats (* um 1295)
- 25. September: Jakushitsu Genkō, japanischer Mönch der Rinzai-Richtung des Buddhismus (* 1290)
- 25. Oktober: Adelheid von Tübingen-Herrenberg, Äbtissin des Zisterzienser-Klosters Lichtenthal
- 17. Dezember: Dietrich von Portitz, oberster Kanzler im Königreich Böhmen und Erzbischof von Magdeburg (* um 1300)
- 28. Dezember: Ashikaga Yoshiakira, Ahikaga-Shogun (* 1330)

### Genaues Todesdatum unbekannt
- zwischen 31. Oktober und 2. November: Juliana Leybourne, englische Adelige (* 1303 oder 1304)
- Amadeus III., Graf von Genf (* 1311?)
- Blasius Matarango, albanischer Fürst
- Egidio Boccanegra, genuesischer Admiral und Korsar
- Burkhard V. von Broich, Herr von Broich
- Johann von Braunschweig-Grubenhagen, Propst des Stifts Sankt Alexandri zu Einbeck
- Johann II. von Elben, Abt von Hersfeld
- Johann Pleskow, Kaufmann und Ratsherr in Lübeck
- Rudolf II. Rühle, Bischof von Verden